# 라마나 사야히
라마나 사야히(페르시아어: رامانا سیاحی, 영어: Ramana Sayahi, 1982년 10월 4일 ~ )는 이란의 배우이다.